# 소리의 빛
《소리의 빛》은 1983년 9월 17일에 방영된 100회 특집 TV문학관이다.

## 줄거리
한 중년 사내(전무송)가 오랜만에 고향을 찾아 온다. 사내는 고향 근처 민박에서 하룻밤을 지내면서 과거의 일을 회상해 본다. 어렸을 때부터 사내(최호창)에게는 소리 잘하는 누이(김민희)가 하나 있었다. 사내의 의붓아버지(김성겸)는 사내에게는 북장단 잡는 법을 가르치고 누이에게는 소리를 가르쳐 마을을 떠돌아다니며 정처 없는 유랑생활을 하였다. 사내는 의붓아버지를 따라다니면서도 마음속으로는 항상 아버지를 죽일 생각을 품고 있었는데...

## 출연
- 김성녀
- 전무송
- 김성겸
- 김성원
- 여운계
- 조용원
- 이일웅
- 최호창
- 김민희
- 이경표
- 김진란
- 이영
- 전원주
- 정진
- 이춘식
- 공경구
- 박상만
- 최동균
- 김효진
- 최재현
- 윤정호
- 김순덕